# Cupa Billie Jean King 2023
Cupa Billie Jean King 2023 marchează cea de-a 60-a aniversare a competiției de tenis feminin pe echipe în Cupa Billie Jean King, cel mai mare eveniment pe echipe din sportul feminin.
Campioana en-titre este Elveția, care în anul precedent a câștigat primul trofeu după ce a câștigat finala în fața Australiei. După invazia Rusiei în Ucraina de la sfârșitul lunii februarie 2022, reprezentanții Rusiei și Belarusului au fost excluși din competiție.

## Turneul final al Cupei Billie Jean King
Dată: 7–12 noiembrie 2023

Loc: Sevilia, Spania

Suprafață: Dură / interior
| Echipe participante | Echipe participante | Echipe participante | Echipe participante | Echipe participante | Echipe participante |
| Australia           | Canada              | Cehia               | Franța              | Germania            | Italia              |
| Kazahstan           | Slovenia            | Spania(H)           | Elveția             | Statele Unite       | Polonia             |
| ------------------- | ------------------- | ------------------- | ------------------- | ------------------- | ------------------- |

#### Faza grupelor
T = Total , M =  meciuri, S = seturi
| Grupă   | Locul 1  | Locul 1 | Locul 1 | Locul 1 | Locul 2       | Locul 2 | Locul 2 | Locul 2 | Locul 3   | Locul 3 | Locul 3 | Locul 3 |
| Grupă   | Țară     | T       | M       | S       | Țară          | T       | M       | S       | Țară      | T       | M       | S       |
| ------- | -------- | ------- | ------- | ------- | ------------- | ------- | ------- | ------- | --------- | ------- | ------- | ------- |
| Grupa A | Cehia    | 2–0     | 5–1     | 10–3    | Statele Unite | 1–1     | 4–2     | 8–5     | Elveția   | 0–2     | 0–6     | 2–12    |
| Grupa B | Slovenia | 1–1     | 3–3     | 9–6     | Kazahstan     | 1–1     | 3–3     | 7–8     | Australia | 1–1     | 3–3     | 6–8     |
| Grupa C | Canada   | 2–0     | 6–0     | 12–1    | Spania        | 1–1     | 2–4     | 5–9     | Polonia   | 0–2     | 1–5     | 4–11    |
| Grupa D | Italia   | 2–0     | 5–1     | 11–5    | Franța        | 1–1     | 4–2     | 10–6    | Germania  | 0–2     | 0–6     | 2–12    |

#### Faza eliminatorie
|  |            |            |            |        |   |        |        |        |
|  | Semifinale | Semifinale | Semifinale |        |   | Finală | Finală | Finală |
|  | Semifinale | Semifinale | Semifinale |        |   | Finală | Finală | Finală |
|  |            |            |            |        |   |        |        |        |
|  |            |            |            |        |   |        |        |        |
|  | Cehia      | Cehia      | 1          |        |   |        |        |        |
|  | Cehia      | Cehia      | 1          |        |   |        |        |        |
|  | Canada     | Canada     | 2          |        |   |        |        |        |
|  | Canada     | Canada     | 2          |        |   | Canada | Canada | 2      |
|  |            |            |            |        |   | Canada | Canada | 2      |
|  |            |            | Italia     | Italia | 0 |        |        |        |
|  | Italia     | Italia     | Italia     | Italia | 0 | 2      |        |        |
|  | Italia     | Italia     |            |        |   |        |        |        |
|  | Slovenia   | Slovenia   | 0          |        |   |        |        |        |
|  | Slovenia   | Slovenia   | 0          |        |   |        |        |        |
|  |            |            |            |        |   |        |        |        |

### Runda de calificare la Turneul final
Dată: 14–15 aprilie 2023

Optsprezece echipe au jucat pentru nouă locuri în finală, în serii decise acasă și în deplasare.
| Echipă gazdă      | Scor | Echipă deplasare | Oraș gazdă   | Arenă                           | Suprafață |
| ----------------- | ---- | ---------------- | ------------ | ------------------------------- | --------- |
| Spania [1]        | 3–1  | Mexic            | Marbella     | Club de Tenis Puente Romano     | Zgură     |
| Ucraina           | 1–3  | Cehia [2]        | Antalya      | Megasaray Club Belek            | Zgură     |
| Regatul Unit      | 1–3  | Franța [3]       | Coventry     | Coventry Building Society Arena | Dură (i)  |
| Canada [4]        | 3–2  | Belgia           | Vancouver    | Pacific Coliseum                | Dură (i)  |
| Statele Unite [5] | 4–0  | Austria          | Delray Beach | Delray Beach Tennis Center      | Dură      |
| Slovacia [6]      | 2–3  | Italia           | Bratislava   | NTC Arena                       | Dură (i)  |
| Germania [7]      | 3–1  | Brazilia         | Stuttgart    | Porsche-Arena                   | Zgură (i) |
| Kazahstan [8]     | 3–1  | Polonia          | Astana       | National Tennis Centre          | Zgură (i) |
| Slovenia          | 3–2  | România [9]      | Koper        | Sport Park Bonifika             | Zgură     |

## Billie Jean King Cup play-off
Dată: 10–12 noiembrie 2023
Șaisprezece echipe vor juca pentru opt locuri în turul de calificare din 2024, în serii decise acasă și în deplasare.
| Echipă gazdă     | Scor | Echipă deplasare | Oraș gazdă         | Arenă                 | Suprafață |
| ---------------- | ---- | ---------------- | ------------------ | --------------------- | --------- |
| Slovacia [1]     | 3–1  | Argentina        | Bratislava         | NTC Arena             | Dură (i)  |
| Belgia [2]       | 3–1  | Ungaria          | Charleroi          | Dôme de Charleroi     | Dură (i)  |
| Regatul Unit [3] | 3–1  | Suedia           | Londra             | Copper Box Arena      | Dură (i)  |
| Brazilia [4]     | 4–0  | Coreea de Sud    | Brasília           | Arena BRB             | Zgură     |
| Ucraina [5]      | 3–1  | Țările de Jos    | Vilnius (Lituania) | SEB Arena             | Dură (i)  |
| Serbia           | 0–4  | România [6]      | Kraljevo           | Kraljevo Sports Hall  | Zgură (i) |
| Japonia [7]      | 3–2  | Columbia         | Tokyo              | Ariake Coliseum       | Dură (i)  |
| Austria          | 2–3  | Mexic [8]        | Schwechat          | Multiversum Schwechat | Zgură (i) |